# 上山道郎
上山 道郎（うえやま みちろう、1970年5月14日 - ）は、日本の漫画家。埼玉県出身。男性。同じく漫画家の上山徹郎は実弟である。代表作に『機獣新世紀ZOIDS』『ツマヌダ格闘街』など。

## 来歴
デビュー前は主に樫本学ヴのアシスタントをしていた。1990年に『怪奇警察PSY-POLICE』で第27回小学館新人コミック大賞児童部門（第20回藤子不二雄賞）の佳作を受賞し、同作が同年12月発売の『月刊コロコロコミック スーパー新年増刊』（小学館）に掲載されデビュー。その後『別冊コロコロコミック』（小学館）1991年8月号および10月号において読切版『怪奇警察サイポリス』を発表し、これらを下地とした連載版『怪奇警察サイポリス』を『月刊コロコロコミック』（小学館）1992年1月号から1995年7月号まで連載した。なおデビューから連載開始までの間に『電脳探偵K-13』で第28回小学館新人コミック大賞にも入賞している。
『怪奇警察サイポリス』終了後も『月刊コロコロコミック』にていくつか作品を発表し、1999年5月号よりテレビアニメ『ゾイド -ZOIDS-』のメディアミックス作品『機獣新世紀ZOIDS』の連載を開始する。連載は2001年10月号にて終了するが、その後自身のWebサイト上で『機獣新世紀ZOIDS EX』として続編を執筆している。ただしこれはあくまで個人的な活動であるため、トミーや小学館などとは全く関係のない作品である。
2006年10月には『ヤングキング』21号（少年画報社）より、自身初の青年漫画作品となる『ツマヌダ格闘街（ツマヌダファイトタウン）』の連載を開始。2009年に『ヤングキングアワーズ』（少年画報社）へ移籍した後、2011年に『月刊ヤングキング（現・月刊ヤングキングアワーズGH）』（少年画報社）へ再移籍して2016年まで連載した。その後、同誌で『怪奇警察サイポリス』の実質的な続編にあたる『オニヒメ』を2018年まで連載。
2020年、『月刊ヤングキングアワーズGH』5月号（少年画報社）より、『悪役令嬢転生おじさん』の連載を開始。これは同人漫画としてSNSで公開したものが大きな反響を得たことで商業化に繋がっている。また、2024年1月4日発売の第6巻にて、アニメ化の決定を発表した。これは上山の作品としては初めての事となる。

## 作風
児童誌で作品を発表していたころはSF要素などを織り交ぜる作品の比率が高く、児童漫画に多々見られるギャグ中心の作品は少ない。そのため当時は、主に年齢が高い読者に支持されることが多かったという。また、1996年より連載を開始した『鉄鋼闘機ガイラ』時から漫画制作にパソコン（Macintosh）を使用し始め、このころからアシスタントを起用していない。2006年より連載を開始した『ツマヌダ格闘街』からは、自身で撮影した写真を加工して背景に使用している他、2020年より連載を開始した『悪役令嬢転生おじさん』では、Blenderによる自作3DCGモデルや、Unreal Engineによるダンジョンを作画に使用している。
なお海道ワタル名義で成年誌に漫画作品が掲載されたこともあるが、内容は非常にライトであり性的描写が存在しない。これは長年児童誌で描いてきた耐性が存在するためとのこと。
また自身のブログやpixivに「F絵」と称する藤子・F・不二雄風のパロディイラストを多数掲載しており、インターネット上において度々話題となっている。2014年に再放送されたテレビアニメ『蒼き鋼のアルペジオ -アルス・ノヴァ-』第5話のエンドカード担当となった際には、この藤子・F・不二雄風イラストを提供した。また、逆に藤子キャラを現代風のタッチで描いたパロディイラストも掲載している。

## 作品リスト

### 連載
- 怪奇警察サイポリス（『月刊コロコロコミック』1992年1月号 - 1995年7月号） - 初連載作。
  - 番外編（『別冊コロコロコミック』1992年10月号 / 1993年4月号 / 1994年6月号）
- 鉄鋼闘機ガイラ（『月刊コロコロコミック』1996年3月号 - 12月号）
- スモール・ソルジャーズ（『月刊コロコロコミック』1998年11月号 - 1999年1月号） - 同名映画のコミカライズ。
- 機獣新世紀ZOIDS（『月刊コロコロコミック』1999年5月号 - 2001年10月号）
  - とびだす! 機獣新世紀ZOIDS（『月刊コロコロコミック』2000年11月号付録小冊子） - 新装版単行本第2巻に収録。アナグリフ式を用いて立体化された4ページ漫画。
  - 特別編13.5話「港町の嵐」（『コロコロアニキ』2019年夏号） - 新装版単行本第3巻に収録。
  - 特別編14.5話「最高の相棒」（『ゾイドワイルドファンブック』Vol.1(2019年12月発売)） - 単行本未収録。
- プラズマイザー電（『別冊コロコロコミック』2003年2月号 - 12月号） - 未単行本化。
- 鉄甲神剣ゴウジン（『月刊少年シリウス』2005年9月号 - 2006年6月号） - デザイン協力：上山徹郎。
- ツマヌダ格闘街（『ヤングキング』2006年21号 - 2009年11号→『ヤングキングアワーズ』2009年7月号 - 2011年7月号→『月刊ヤングキング』2011年9月号 - 2013年9月号→『月刊ヤングキングアワーズGH』2013年10月号 - 2016年8月号）
  - 番外編（『ヤングキング』2010年2号,17号）
  - ドラエさんの裏技キャンプ飯〜マシュマロのススメ〜（『Twitter』2018年7月29日[14]）[注 1]
- オニヒメ（『月刊ヤングキングアワーズGH』2016年10月号 - 2018年1月号）
- エイジ'87（『月刊ヤングキングアワーズGH』2018年9月号 - 2019年10月号）
- 悪役令嬢転生おじさん（『月刊ヤングキングアワーズGH』2020年5月号 - 連載中）

### 読み切り

#### オリジナル
- 怪奇警察PSY-POLICE（『月刊コロコロコミック』1991年スーパー新年増刊号） - デビュー作。『怪奇警察サイポリス』第1巻に収録。
- 怪奇警察サイポリス（『別冊コロコロコミック』1991年8月号,10月号） - 連載開始前のプロトタイプ版。8月号掲載話は単行本第5巻収録、10月号掲載話は単行本未収録。
- 電脳探偵K-13（『週刊少年サンデーSPRINGオープン大増刊号』1992年4月5日号） - 単行本未収録。
- それ行け!ゲーム道（『月刊コロコロコミック』1993年春休み増刊号） - 単行本未収録。自身のWebサイト上で公開している。
- ジンボーグ（『別冊コロコロコミック』1998年8月号） - 単行本未収録。
- 熱血正義!Vボーイ（『ハイパーコロコロ』創刊号(1999年3月発売)） - 単行本未収録。
- 忍法学園SASUKE（『ファミ通ブロス』2002年6月号） - 単行本未収録。
- 憑鬼忍法帖 雷悟（『週刊少年チャンピオン』2003年52号 / 2004年1号） - 単行本未収録。前後編。
- 兵庫助剣義開眼（『週刊少年チャンピオン バトル増刊バトリズム』(2004年1月発売)） - 単行本未収録。
- 死神（『Twitter』2018年7月17日[17]）[注 1]

#### コミカライズ
以下全て単行本未収録。
- 激突!バーコードバトラー（『月刊コロコロコミック』1991年夏休み増刊号）
- 忍者戦隊カクレンジャー（『てれびくん』1994年3月号） - コンテ担当、作画：上山徹郎[注 2]。自身のWebサイト上で公開している。
- 超力戦隊オーレンジャー（『てれびくん』1995年3月号）
- 激走戦隊カーレンジャー（『てれびくん』1996年3月号,6月号[注 3]） - どちらも自身のWebサイト上で公開している。
- 電磁戦隊メガレンジャー（『てれびくん』1997年3月号,9月号[注 4]）
- 仮面ライダークウガ（『てれコロコミック』2001年夏休み増刊号）
- デュエル・マスターズ伝説 小さな勇者たち（『ギャグコロコミック』2003年夏号）

#### 海道ワタル名義
以下全て成年漫画雑誌『COMICペンギンクラブ』（辰巳出版）掲載。単行本未収録。いずれも自身のWebサイト上で公開している。
- 免疫戦隊グロブリン（2003年1月号）
- 肖像画家（2003年3月号）
- モンスター診療所（2003年4月号）

### 書籍
各巻の詳細は各リンク先を参照。
- 『怪奇警察サイポリス』、小学館 〈てんとう虫コロコロコミックス〉 1992年 - 1995年、全9巻 - 第1巻が初単行本。
- 『鉄鋼闘機ガイラ』、小学館 〈てんとう虫コロコロコミックス〉 1996年 - 1997年、全2巻
- 『スモール・ソルジャーズ』、小学館 〈てんとう虫コミックススペシャル〉 1999年、全1巻
- 『機獣新世紀ZOIDS』、小学館 〈てんとう虫コロコロコミックス〉 1999年 - 2002年、全5巻
  - （新装版）発行：小学館クリエイティブ / 発売：小学館 2019年、全3巻
- 『鉄甲神剣ゴウジン』、講談社 〈シリウスKC〉 2006年、全2巻
- 『ツマヌダ格闘街』、少年画報社 〈ヤングキングコミックス〉 2007年 - 2016年、全20巻
- 『オニヒメ』、少年画報社 〈ヤングキングコミックス〉 2016年 - 2018年、全3巻
- 『エイジ'87』、少年画報社 〈ヤングキングコミックス〉 2019年、全2巻
- 『悪役令嬢転生おじさん』、少年画報社 〈ヤングキングコミックス〉 2020年 - 刊行中、既刊8巻

### その他
- テレビアニメ『ゾイド -ZOIDS-』（1999年 - 2000年） - 基本設定・キャラクターデザイン原案など（ほぼ第1部のみ[19]）
- トレーディングカードゲーム「ゾイドバトルカードゲーム」（2001年） - オリジナルキャラクターイラスト
- 玩具「ゾイドコアボックス」（2003年） - ライナーノーツ内イラストなど
- アンソロジーコミック『新世紀GPXサイバーフォーミュラ ETERNAL ROUND』（2004年、宙出版） - 表紙イラスト
- 『ツマヌダ格闘街』『ブロッケンブラッド』コラボポスター（『ヤングキング』2008年14号） - 塩野干支郎次との合作イラスト
- ピンナップ（『月刊ヤングキング』2012年7月号）
- テレビアニメ『蒼き鋼のアルペジオ -アルス・ノヴァ-』再放送版（2014年） - エンドカードイラスト（第5話）
- イベント『40周年記念 大ZOIDS博2023』 - 特別描き下ろしイラスト
- テレビアニメ『悪役令嬢転生おじさん』（2025年） - 『機械獣士ワイバーン』原画（第2話）
- テレビアニメ『悪役令嬢転生おじさん』（2025年） - 第12話エンドカード[20]

など。